# Bombus haematurus
Bombus haematurus (saknar svenskt namn) är en insekt i överfamiljen bin (Apoidea) och släktet humlor (Bombus) som lever i Mellaneuropa, på Balkan och i Västasien.

## Beskrivning
Honan har ett kort, svart huvud och ett varmgult band framtill på den i övrigt svarta mellankroppen, andra till fjärde tergiterna är även de varmgula, i övrigt svart, utom den yttersta bakkroppsspetsen, som är röd. Hanen har mycket mer gult; hela huvudet och mellankroppen är gula, liksom åtminstone de tre första tergiterna. Även det röda partiet på bakkroppsspetsen är större.

## Ekologi
Humlan föredrar naturtyper som skogar, backsluttningar, vägrenar, buskage och planterade områden som parker och trädgårdar. Det är en tidigflygande art som kan börja flyga redan i början av mars. Den kan gå upp till över 2 100 m i bergen, men håller sig vanligen på betydligt lägre höjder. Arten besöker bland annat blommor som plister, hallon, blåbär, syskor, kranssalvia (Salvia verticillata) och kråkvicker. 
Boet förläggs vanligen underjordiskt i något övergivet smågnagarbo, men kan även byggas ovan jord i trädhål och dylikt.

## Utbredning
Bombus haematurus finns från Österrike, Slovakien, Ungern, Rumänien, Bulgarien, Kroatien, Slovenien, Ukraina, Grekland, Nordmakedonien, Grekland, Albanien och Turkiet till Georgien, Armenien, Azerbajdzjan och norra Iran. År 2023 gjordes även två fynd i Polen.

## Bevarandestatus
Även om den ingenstans är vanlig, är arten vitt spridd och populationen ökar. Internationella naturvårdsunionen (IUCN) klassificerar den därför som livskraftig (LC). 